# Challenge européen 2006-2007
Navigation
Édition précédente Édition suivante
Le Challenge européen est une compétition européenne annuelle de rugby à XV. L'édition 2006-2007 réunit des clubs irlandais, italiens, écossais, gallois, anglais, roumains et français. Les formations s'affrontent dans une première phase de poules, puis dans une phase éliminatoire.
On compte sept clubs français, six anglais, trois italiens, une équipe d’Irlande, une d’Écosse, une du pays de Galles et une de Roumanie.
Le tournoi est remporté par l'ASM Clermont Auvergne qui bat en finale Bath.

## Matchs de poules

### Poule 1
|                                      | MJ | V | N | D | PP  | PC  | Pts |
| ------------------------------------ | -- | - | - | - | --- | --- | --- |
| Newport Gwent Dragons Pays de Galles | 6  | 5 | 0 | 1 | 211 | 79  | 25  |
| Bristol Rugby Angleterre             | 6  | 5 | 0 | 1 | 168 | 69  | 25  |
| Bucarest Rugby Roumanie              | 6  | 1 | 0 | 5 | 124 | 230 | 8   |
| Aviron bayonnais France              | 6  | 1 | 0 | 5 | 106 | 231 | 7   |

1re journée : 20 au 22 octobre 2006
| Pays de Galles | Newport Gwent Dragons | 50 - 3 | Aviron bayonnais | France     |
| Roumanie       | Bucarest Rugby        | 3 - 27 | Bristol Rugby    | Angleterre |

2e journée : 27 au 28 octobre 2006
| Angleterre | Bristol Rugby  | 11 - 7  | Newport Gwent Dragons | Pays de Galles |
| Roumanie   | Bucarest Rugby | 32 - 27 | Aviron bayonnais      | France         |

3e journée : 8 au 10 décembre 2006
| France         | Aviron bayonnais      | 17 - 38 | Bristol Rugby  | Angleterre |
| Pays de Galles | Newport Gwent Dragons | 66 - 10 | Bucarest Rugby | Roumanie   |

4e journée : 15 au 17 décembre 2006
| Angleterre | Bristol Rugby  | 48 - 6  | Aviron bayonnais      | France         |
| Roumanie   | Bucarest Rugby | 29 - 39 | Newport Gwent Dragons | Pays de Galles |

5e journée : 12 au 14 janvier 2007
| France         | Aviron bayonnais      | 38 - 31 | Bucarest Rugby | Roumanie   |
| Pays de Galles | Newport Gwent Dragons | 17 - 11 | Bristol Rugby  | Angleterre |

6e journée : 19 au 21 janvier 2007
| Angleterre | Bristol Rugby    | 33 - 19 | Bucarest Rugby        | Roumanie       |
| France     | Aviron bayonnais | 15 - 32 | Newport Gwent Dragons | Pays de Galles |

### Poule 2
|                         | MJ | V | N | D | PP  | PC  | Pts |
| ----------------------- | -- | - | - | - | --- | --- | --- |
| Saracens Angleterre     | 6  | 5 | 1 | 0 | 225 | 101 | 26  |
| Glasgow Warriors Écosse | 6  | 4 | 1 | 1 | 204 | 72  | 22  |
| RC Narbonne France      | 6  | 2 | 0 | 4 | 127 | 171 | 10  |
| Gran Parma Italie       | 6  | 0 | 0 | 6 | 84  | 296 | 1   |

1re journée : 21 au 22 octobre 2006
| Italie     | Gran Parma | 16 - 19 | RC Narbonne      | France |
| Angleterre | Saracens   | 28 - 23 | Glasgow Warriors | Écosse |

2e journée : 27 au 28 octobre 2006
| Écosse | Glasgow Warriors | 69 - 7  | Gran Parma | Italie     |
| France | RC Narbonne      | 20 - 37 | Saracens   | Angleterre |

3e journée : 8 au 10 décembre 2006
| Écosse     | Glasgow Warriors | 51 - 7  | RC Narbonne | France |
| Angleterre | Saracens         | 71 - 16 | Gran Parma  | Italie |

4e journée : 15 au 17 décembre 2006
| France | RC Narbonne | 7 - 8   | Glasgow Warriors | Écosse     |
| Italie | Gran Parma  | 16 - 36 | Saracens         | Angleterre |

5e journée : 12 au 14 janvier 2007
| Italie     | Gran Parma | 17 - 47 | Glasgow Warriors | Écosse |
| Angleterre | Saracens   | 47 - 20 | RC Narbonne      | France |

6e journée : 19 au 21 janvier 2007
| Écosse | Glasgow Warriors | 6 - 6   | Saracens   | Angleterre |
| France | RC Narbonne      | 54 - 12 | Gran Parma | Italie     |

### Poule 3
|                              | MJ | V | N | D | PP  | PC  | Pts |
| ---------------------------- | -- | - | - | - | --- | --- | --- |
| CA Brive France              | 6  | 5 | 0 | 1 | 225 | 79  | 24  |
| Newcastle Falcons Angleterre | 6  | 4 | 0 | 2 | 181 | 85  | 21  |
| US Montauban France          | 6  | 3 | 0 | 3 | 107 | 98  | 13  |
| Petrarca Padova Italie       | 6  | 0 | 0 | 6 | 47  | 298 | 0   |

1re journée : 21 au 22 octobre 2006
| France     | US Montauban      | 13 - 26 | CA Brive        | France |
| Angleterre | Newcastle Falcons | 50 - 5  | Petrarca Padova | Italie |

2e journée : 27 au 28 octobre 2006
| France | CA Brive        | 41 - 12 | Newcastle Falcons | Angleterre |
| Italie | Petrarca Padova | 5 - 53  | US Montauban      | France     |

3e journée : 8 au 10 décembre 2006
| France | US Montauban | 16 - 10 | Newcastle Falcons | Angleterre |
| France | CA Brive     | 78 - 18 | Petrarca Padova   | Italie     |

4e journée : 15 au 17 décembre 2006
| Angleterre | Newcastle Falcons | 35 - 0 | US Montauban | France |
| Italie     | Petrarca Padova   | 6 - 48 | CA Brive     | France |

5e journée : 12 au 14 janvier 2007
| France     | US Montauban      | 19 - 7  | Petrarca Padova | Italie |
| Angleterre | Newcastle Falcons | 24 - 17 | CA Brive        | France |

6e journée : 19 au 21 janvier 2007
| Italie | Petrarca Padova | 6 - 50 | Newcastle Falcons | Angleterre |
| France | CA Brive        | 15 - 6 | US Montauban      | France     |

### Poule 4
|                        | MJ | V | N | D | PP  | PC  | Pts |
| ---------------------- | -- | - | - | - | --- | --- | --- |
| Bath Rugby Angleterre  | 6  | 6 | 0 | 0 | 164 | 106 | 26  |
| Harlequins Angleterre  | 6  | 4 | 0 | 2 | 171 | 109 | 21  |
| Connacht Irlande       | 6  | 1 | 0 | 5 | 119 | 150 | 8   |
| Montpellier HRC France | 6  | 1 | 0 | 5 | 116 | 205 | 5   |

1re journée : 21 au 22 octobre 2006
| Irlande | Connacht        | 18 - 19 | Harlequins | Angleterre |
| France  | Montpellier HRC | 14 - 21 | Bath Rugby | Angleterre |

2e journée : 27 au 28 octobre 2006
| Angleterre | Bath Rugby | 21 - 19 | Connacht        | Irlande |
| Angleterre | Harlequins | 57 - 10 | Montpellier HRC | France  |

3e journée : 8 au 10 décembre 2006
| Irlande    | Connacht   | 26 - 13 | Montpellier HRC | France     |
| Angleterre | Harlequins | 18 - 24 | Bath Rugby      | Angleterre |

4e journée : 15 au 17 décembre 2006
| France     | Montpellier HRC | 35 - 22 | Connacht   | Irlande    |
| Angleterre | Bath Rugby      | 20 - 14 | Harlequins | Angleterre |

5e journée : 12 au 14 janvier 2007
| France  | Montpellier HRC | 27 - 37 | Harlequins | Angleterre |
| Irlande | Connacht        | 24 - 36 | Bath Rugby | Angleterre |

5e journée : 19 au 21 janvier 2007
| Angleterre | Harlequins | 26 - 10 | Connacht        | Irlande |
| Angleterre | Bath Rugby | 42 - 17 | Montpellier HRC | France  |

### Poule 5
|                               | MJ | V | N | D | PP  | PC  | Pts |
| ----------------------------- | -- | - | - | - | --- | --- | --- |
| ASM Clermont Auvergne France  | 6  | 6 | 0 | 0 | 201 | 107 | 28  |
| Worcester Warriors Angleterre | 6  | 4 | 0 | 2 | 141 | 99  | 19  |
| Rugby Viadana Italie          | 6  | 2 | 0 | 4 | 114 | 145 | 11  |
| SC Albi France                | 6  | 0 | 0 | 6 | 66  | 180 | 0   |

1re journée : 21 au 22 octobre 2006
| Angleterre | Worcester Warriors | 25 - 7  | Rugby Viadana         | Italie |
| France     | SC Albi            | 21 - 30 | ASM Clermont Auvergne | France |

2e journée : 27 au 28 octobre 2006
| Italie | Rugby Viadana         | 26 - 13 | SC Albi            | France     |
| France | ASM Clermont Auvergne | 29 - 23 | Worcester Warriors | Angleterre |

3e journée : 8 au 10 décembre 2006
| Angleterre | Worcester Warriors | 29 - 0 | SC Albi               | France |
| Italie     | Rugby Viadana      | 9 - 14 | ASM Clermont Auvergne | France |

4e journée : 15 au 17 décembre 2006
| France | SC Albi               | 12 - 23 | Worcester Warriors | Angleterre |
| France | ASM Clermont Auvergne | 57 - 29 | Rugby Viadana      | Italie     |

5e journée : 12 au 14 janvier 2007
| Angleterre | Worcester Warriors | 22 - 35 | ASM Clermont Auvergne | France |
| France     | SC Albi            | 17 - 27 | Rugby Viadana         | Italie |

6e journée : 19 au 21 janvier 2007
| Italie | Rugby Viadana         | 16 - 19 | Worcester Warriors | Angleterre |
| France | ASM Clermont Auvergne | 45 - 3  | SC Albi            | France     |

## Phase finale
|  | Quarts de finale           | Quarts de finale           |              |    | Demi-finales                | Demi-finales                |  |  | Finale                | Finale                |
|  | Quarts de finale           | Quarts de finale           |              |    | Demi-finales                | Demi-finales                |  |  | Finale                | Finale                |
|  |                            |                            |              |    |                             |                             |  |  |                       |                       |
|  | 30 mars à Clermont-Ferrand | 30 mars à Clermont-Ferrand |              |    | 21 avril à Clermont-Ferrand | 21 avril à Clermont-Ferrand |  |  | 19 mai 2007 à Londres | 19 mai 2007 à Londres |
|  | 30 mars à Clermont-Ferrand | 30 mars à Clermont-Ferrand |              |    | 21 avril à Clermont-Ferrand | 21 avril à Clermont-Ferrand |  |  | 19 mai 2007 à Londres | 19 mai 2007 à Londres |
|  | ASM Clermont               | 24                         |              |    | 21 avril à Clermont-Ferrand | 21 avril à Clermont-Ferrand |  |  | 19 mai 2007 à Londres | 19 mai 2007 à Londres |
|  | ASM Clermont               | 24                         |              |    | 21 avril à Clermont-Ferrand | 21 avril à Clermont-Ferrand |  |  | 19 mai 2007 à Londres | 19 mai 2007 à Londres |
|  | Newcastle Falcons          | 19                         |              |    | 21 avril à Clermont-Ferrand | 21 avril à Clermont-Ferrand |  |  | 19 mai 2007 à Londres | 19 mai 2007 à Londres |
|  | Newcastle Falcons          | 19                         | ASM Clermont | 46 |                             |                             |  |  | 19 mai 2007 à Londres | 19 mai 2007 à Londres |
|  | 31 mars à Newport          |                            | ASM Clermont | 46 |                             |                             |  |  | 19 mai 2007 à Londres | 19 mai 2007 à Londres |
|  |                            | Newport Gwent Dragons      | 29           |    |                             |                             |  |  | 19 mai 2007 à Londres | 19 mai 2007 à Londres |
|  | Newport Gwent Dragons      | Newport Gwent Dragons      | 29           | 39 |                             |                             |  |  | 19 mai 2007 à Londres | 19 mai 2007 à Londres |
|  | Newport Gwent Dragons      |                            |              | 39 |                             |                             |  |  | 19 mai 2007 à Londres | 19 mai 2007 à Londres |
|  | CA Brive                   | 17                         |              |    |                             |                             |  |  | 19 mai 2007 à Londres | 19 mai 2007 à Londres |
|  | CA Brive                   | 17                         | ASM Clermont | 22 |                             |                             |  |  |                       |                       |
|  | 31 mars à Bath             |                            | ASM Clermont | 22 |                             |                             |  |  |                       |                       |
|  |                            | Bath Rugby                 | 16           |    |                             |                             |  |  |                       |                       |
|  | Bath Rugby                 | Bath Rugby                 | 16           | 51 |                             |                             |  |  |                       |                       |
|  | Bath Rugby                 | 22 avril à Londres         |              | 51 |                             |                             |  |  |                       |                       |
|  | Bristol Rugby              | 12                         |              |    |                             |                             |  |  |                       |                       |
|  | Bristol Rugby              | 12                         | Bath Rugby   | 31 |                             |                             |  |  |                       |                       |
|  | 1er avril à Londres        |                            | Bath Rugby   | 31 |                             |                             |  |  |                       |                       |
|  |                            | Saracens                   | 30           |    |                             |                             |  |  |                       |                       |
|  | Saracens                   | Saracens                   | 30           | 23 |                             |                             |  |  |                       |                       |
|  | Saracens                   |                            |              | 23 |                             |                             |  |  |                       |                       |
|  | Glasgow Warriors           | 19                         |              |    |                             |                             |  |  |                       |                       |
|  | Glasgow Warriors           | 19                         |              |    |                             |                             |  |  |                       |                       |

### Finale
La finale du Challenge a lieu le 19 mai 2007 au Twickenham Stoop, à Londres. Elle voit l'ASM Clermont l'emporter sur Bath Rugby sur le score de 22 à 16.
| Finale Samedi 19 mai 2007 | ASM Clermont | 22 - 16 (3 - 6) | Bath Rugby                                                                                             | Twickenham Stoop, Londres Arbitre : Nigel Owens |
| Finale Samedi 19 mai 2007 | Essai(s) : 3 Julien Malzieu (43e), Tony Marsh (55e), James (59e) Transformation(s) : 2 James (43e, 59e) Pénalité(s) : 1 James (19e) Carton(s) jaune(s) : 1 Broomhall (34e) |                 | Essai(s) : 1 Maddock (63e) Transformation(s) : 1 Barkley (63e) Pénalité(s) : 3 Barkley (13e, 37e, 75e) | Twickenham Stoop, Londres Arbitre : Nigel Owens |
| Finale Samedi 19 mai 2007 | |                 | | Twickenham Stoop, Londres Arbitre : Nigel Owens |